# Hassan Bchara
Hassan Ali Bechara (in arabo حسن علي بشارة‎?; Beirut, 17 marzo 1945 – 24 luglio 2017) è stato un lottatore libanese, specializzato nella lotta greco-romana.

## Palmarès

### Olimpiadi
- 1 medaglia:
  - 1 bronzo (Mosca 1980 nei pesi supermassimi)